# Bath Gladiators
I Bath Gladiators sono stati una squadra di football americano di Bath, in Gran Bretagna. Fondati nel 1983 come squadra di rugby giovanile, hanno aperto la sezione di football americano nel 1987 e hanno chiuso nel 1995.

## Dettaglio stagioni

### Tornei nazionali

#### BGFL Premiership
| Stagione | regular season | regular season | regular season | regular season | regular season | regular season | playoff | playoff | playoff | playoff | playoff | playoff   | playoff    |
|          | Vin            | Par            | Per            | Tot            | PF             | PS             | Vin     | Per     | Tot     | PF      | PS      | risultato | avversaria |
| -------- | -------------- | -------------- | -------------- | -------------- | -------------- | -------------- | ------- | ------- | ------- | ------- | ------- | --------- | ---------- |
| 1988     | 4              | 1              | 5              | 10             | 162            | 175            | -       | -       | -       | -       | -       | -         | -          |
| Totale   | 4              | 1              | 5              | 10             | 162            | 175            | -       | -       | -       | -       | -       |           |            |

Fonti: Enciclopedia del Football - A cura di Roberto Mezzetti